# Musculi epicranii
Als Musculi epicranii werden die Hautmuskeln im Bereich des Schädeldachs zusammengefasst. Im Einzelnen sind dies:
- Musculus occipitofrontalis mit seinen beiden Anteilen
  - Musculus occipitalis und
  - Musculus frontalis sowie der
- Musculus temporoparietalis.

Die Musculi epicranii gehören zur mimischen Muskulatur, sie runzeln oder glätten die Kopfschwarte durch ihren Ansatz an dessen Sehnenhaube (Galea aponeurotica). Sie haben aber beim Menschen nur einen geringen Anteil an der Mimik. Wie die gesamte mimische Muskulatur werden die Musculi epicranii vom VII. Hirnnerv, dem Nervus facialis, innerviert.